# 黄风义
黄风义，东南大学教授，研究方向为射频/微波集成电路设计等， 曾获得李政道物理学奖等奖项，中国教育部第五批“长江学者”特聘教授。

## 生平
1986年获得北京大学物理系学士学位、1988年获得复旦大学物理系半导体物理专业硕士学位、1994年获得伊利诺伊大学厄巴纳-香槟分校工程博士学位、1994至1997年在加州大学洛杉矶分校电子工程系从事博士后研究；
1997至2002年先后在IBM公司、中国科学院半导体研究所工作，2003年至今在东南大学任教。